# Прапор Божиківців
Прапор Божиківців — офіційний символ села Божиківці Деражнянського району Хмельницької області. Затверджений 12 лютого 2016 р. рішенням №7 сесії сільської ради. Автор - І.Д.Янушкевич.

## Опис
Квадратне полотнище поділено горизонтально жовтою аркою на два поля: верхнє червоне і нижнє синє. Під аркою постать Святої Параскеви жовтого кольору, з обличчям натурального кольору з православним хрестом у правій руці та білим звитком у лівій руці. Свята Параскева супроводжується внизу по сторонам двома білими восьмипроменевими зірками. У верхньому древковому куті жовте сяюче шістнадцятипроменеве сонце. 